# Пастухов, Вячеслав Александрович
Вячеслав Александрович Пастухов (3 октября 1999, Севастополь, Украина — 30 октября 2023, в районе населённого пункта Крынки, Херсонская область, Украина) — российский военнослужащий, ефрейтор, оператор дронов-камикадзе. Участник вторжения России на Украину. Герой Российской Федерации (2024, посмертно).

## Биография
Родился 3 октября 1999 года в Севастополе.
Вырос у себя на родине, учился в местной школе № 4, которую окончил. Являлся учеником Севастопольского архитектурно-строительного колледжа, в котором также завершил обучение.
В 2019 году Пастухов заключил контракт с Вооружёнными силами Российской Федерации. Изначально служил в Севастополе, позднее принял участие в российском нападении на Украину. Позывной «Свят».
Погиб 30 октября 2023 года в районе населённого пункта Крынки. Похоронен в Севастополе на Аллее Героев на кладбище 5-й километр («Кальфа») с воинскими почестями.

## Звания и награды
- Герой Российской Федерации (посмертно, 2024)[2][3][4][5].